# Carex planiculmis
Carex planiculmis är en halvgräsart som beskrevs av Vladimir Leontjevitj Komarov. Carex planiculmis ingår i släktet starrar, och familjen halvgräs. Inga underarter finns listade i Catalogue of Life.